# Hartmut Losch
Hartmut Losch (11. září 1943, Angermünde, Braniborsko - 26. března 1997, Neu Fahrland) byl východoněmecký atlet, mistr Evropy v hodu diskem.

## Kariéra

### Mistrovství Evropy
V roce 1966 získal stříbrnou medaili na evropském šampionátu v Budapešti, kde prohrál jen s Detlefem Thorithem. O tři roky později se stal v Athénách mistrem Evropy, když disk poslal do vzdálenosti 61,82 m. Stříbro získal Švéd Ricky Bruch a bronz Lothar Milde z NDR. Na Mistrovství Evropy v atletice 1971 v Helsinkách skončil ve finále na pátém místě (60,86 m).

### Letní olympijské hry
Třikrát reprezentoval na letních olympijských hrách (Tokio 1964, Ciudad de México 1968, Mnichov 1972). Největšího úspěchu dosáhl v roce 1968 na olympiádě v Mexiku, kde ve finále obsadil výkonem 62,12 metru čtvrté místo. Bronzovou medaili zde vybojoval československý diskař Ludvík Daněk, který poslal disk o 80 centimetrů dál. V Tokiu 1964 se umístil na 11. místě, na olympiádě v Mnichově neprošel kvalifikací.